# Meis (Pontevedra)
Pour les articles homonymes, voir Meis.

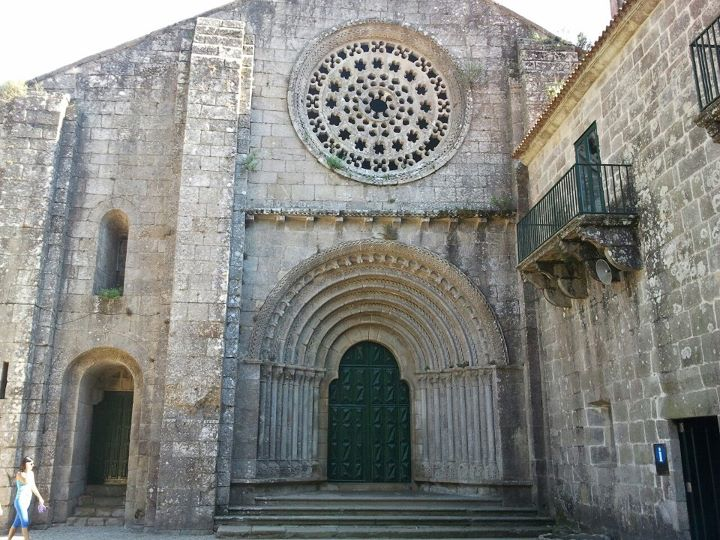
Monastère d'armenteira

Meis est une municipalité de la province de Pontevedra en Espagne située dans la communauté autonome de Galice. Elle est située en plein cœur du district de Salnés et limitrophe au nord de Villanueva de Arosa et Portas, à l'est de Barro et Pontevedra, au sud de Poio et à l'ouest de Meaño et Ribadumia. Meis est la plus grande commune dans le district de Salnés.

## Patrimoine

### Monastère de Armenteira
Fondé par un moine (Ero), sa construction date du XIIe siècle. En ce qui concerne l’architecture, bien que sa construction soit austère, il convient de souligner la grande rosace centrale qui décore la façade.

### Chapelle de Mosteiro
Sur l’arc de triomphe de la chapelle de style roman est inscrite la date de construction : 1150. La chapelle a une abside semi-cylindrique avec de larges fenêtres archivoltes et de belles consoles. Les chapiteaux intérieurs sont décorés de feuilles d'acanthe et les extérieurs de motifs de vannerie. Elle a d'abord appartenu à un monastère bénédictin, et à partir du XVIe siècle à l'Ordre des Chevaliers de Saint-Jean.

### Vestigesceltes
On en trouve beaucoup au mont Castrove. De la période néolithique on retrouve les dolmens, comme celui de Casiña de Moura (Armenteira). De l'Age du Bronze nous soulignons des pétroglyphes comme ceux d’Outeiro do Cribo (Armenteira), datant de 1000 av. J.-C. et lesquels représentent des labyrinthes, des cerfs, des cercles et des cavaliers. Il y a également des vestiges celtes dans d'autres paroisses comme à San Martiño et à Paradela.

## Paroisses
La municipalité de Meis se compose de sept paroisses :
- A Armenteira (Santa María)
- San Salvador de Meis (San Salvador)
- San Martiño de Meis (San Martiño)
- San Vicente de Nogueira (San Vicente), dans laquelle sont intégrés des villages comme "Penente" ou "Zacande".
- Paradela (Santa María)
- San Lourenzo de Nogueira (San Lourenzo) laquelle est composée de plusieurs villages tels que: "Ai", "Rialdonio", "A Cabada", "A Brea", "Pedras", "Rial", "O Porrelo", "A Fontenla" et "Seixo".
- Santo Tomé de Nogueira (Santo Tomé) où se trouvent les villages de "Nogueira de Arriba", "Nogueira de Abajo", "Arcos" et "O Pazo".

## Routes touristiques
Ruta da pedra e da auga (Route de la pierre et de l’eau), route touristique de 8,4 km situé dans cette commune avec un parcours de difficultés moyennes qui commence à Barrantes (Ribadumia) et se termine à Armenteira (Meis). Le parcours entier longe une petite rivière (rivière Armenteira) où l’on peut apprécier plusieurs moulins dont l’extérieur est aujourd’hui restauré. Ces moulins profitaient autrefois des eaux de la rivière pour la moulure du maïs. Sur le parcours il y a également un village paysan, "Aldea Labrega" montrant à travers des sculptures en pierre l'ancien mode de vie dans un village typique galicien.